# George Dalgarno
George Dalgarno (1626-1687) foi um intelectual inglês interessado em problemas linguísticos. Natural de Aberdeen, mais tarde trabalhou em Oxford, em colaboração com John Wilkins. Dalgarno é o autor de Didascalocophus ou o Tutor do Homem Surdo e Mudo (1680), que propôs um sistema linguístico completamente a ser usado pelos surdos. Esse sistema ainda é usado nos Estados Unidos.

## Bibliogriafia e referências
1. ↑  «Cópia arquivada». Consultado em 14 de setembro de 2007. Arquivado do original em 10 de agosto de 2006

- História dos Surdos no Mundo, Surduniverso.